# Apocalypse du pseudo-Méthode
- 1re Clément
- 2e Clément
- Apocryphes d'Ignace
- Didachè
- Épître de Barnabé
- Épître à Diognète
- Pasteur d'Hermas

- Paul
- Pierre
- Pseudo-Méthode
- Étienne
- 1er Jacques

- Apocryphe de Jean
- Pseudo-Titus
- Paul et Sénèque

L'Apocalypse du pseudo-Méthode est un récit eschatologique écrit à la fin du VIIe siècle en langue syriaque, dans le nord de la Mésopotamie, et qui a été faussement attribué à Méthode d'Olympe, un auteur chrétien du IIIe siècle (qui aurait écrit par ailleurs des Révélations).
Elle fut traduite rapidement en grec et est devenue le texte le plus représentatif et le plus copié de l'apocalyptique byzantine; des remaniements et imitations postérieurs y ont pris le nom de Visions de Daniel. Elle fut également traduite en latin (dès le VIIIe siècle), en arabe, en arménien, en vieux-slave, en russe, et a joué un grand rôle dans l'imaginaire eschatologique de la chrétienté pendant tout le Moyen Âge.

## Le texte
L'auteur anonyme est un chrétien vivant dans les territoires du Proche-Orient nouvellement conquis à l'époque par les musulmans. Différentes conjectures ont conduit les historiens modernes à situer la rédaction du texte entre 644 et 691. L'occupation musulmane est définie comme un « temps d'oppression », et l'une des principales formes de cette oppression, pour l'auteur, est le système fiscal qui fait payer même les orphelins, les veuves et le clergé, ce qui amène certains historiens à faire un rapport entre ce texte et le recensement ordonné en 690-691 par le calife Abd al-Malik pour réformer la fiscalité en Mésopotamie. L'examen de la chronologie des échéances annoncées par l'auteur conforterait cette hypothèse.
Selon la préface de la version originale syriaque (qui n'apparaît pas dans les traductions grecque et latine), la révélation a été faite à Méthode par un ange « sur la montagne de Sénagar » (c'est-à-dire le mont Sindjar, dans l'actuel Kurdistan irakien). Le récit commence avec l'expulsion d'Adam et Ève du paradis et se déroule selon le schéma connu qui fait de l'histoire du monde une « semaine de millénaires ».
Les succès tout provisoires des musulmans sont présentés comme un châtiment pour les péchés des chrétiens. Mais un personnage providentiel, le « Dernier Empereur », viendra mettre fin à cette période malheureuse : « Il s'éveillera comme un dormeur, le Seigneur, comme un vaillant terrassé par le vin. Et alors s'élèvera soudainement contre eux (les musulmans), avec une grande fureur, un empereur des Grecs ou des Romains. Il s'éveillera de son sommeil comme celui qui a bu du vin, lui que les hommes pensaient mort et complètement inutile. »
L'auteur attend donc le salut des chrétiens vivant en terre d'Islam d'une victoire militaire de l'Empire byzantin. D'autre part, le personnage du « Dernier Empereur » est emprunté à une prophétie apocalyptique chrétienne figurant parmi les Oracles sibyllins, d'abord composée en vers à la fin du IVe siècle, puis modifiée et complétée dans les siècles suivants : « Se lèvera alors un empereur des Grecs appelé Constant. Il sera empereur des Romains et des Grecs, etc. »
Les campagnes militaires du Dernier Empereur contre les « Ismaélites » sont décrites avec force détails : il les attaquera depuis la mer Rouge (depuis l'Éthiopie), portera la guerre jusqu'au désert de Yathrib (Médine), libérera la Terre promise, anéantira les négateurs du Christ et fera revenir les chrétiens d'exil. Paix, prospérité, bien-être pour le peuple et exemption fiscale pour le clergé s'ensuivront. Les conditions antérieures au Déluge seront restaurées par le Dernier Empereur assimilé à la figure messianique du « fils de l'Homme ».
Mais le bonheur sera brutalement interrompu par l'arrivée de Gog et Magog, qui forceront les « Portes du nord » derrière lesquelles Alexandre le Grand les avait confinés. Ils instaureront un règne de terreur, mais seront rapidement détruits par un ange sur la plaine de Joppé. Le Dernier Empereur résidera alors dix ans et demi à Jérusalem, jusqu'à l'arrivée du « fils de la perdition ». Il mourra, et l'Antéchrist règnera jusqu'à ce que le véritable Christ apparaisse dans sa gloire pour le Jugement dernier.
Dans l'Apocalypse du pseudo-Méthode s'exprime une tendance des chrétiens syriens qui espérait une reconquête de leur pays par l'Empire byzantin. Son succès au Moyen Âge est venu de ce qu'elle actualisait la tradition apocalyptique dans le contexte de l'affrontement entre chrétiens et musulmans.